# Želva Spenglerova
Želva Spenglerova (Geoemyda spengleri), též želva zuboštítá je druhem rodu Geoemyda.

## Popis
Dorůstá délky 13 až 15 cm. Karapax má protáhlý a plochý, vzadu ozubený. Na jeho vrchu se nachází tři výrazné kýly. Mají světle až mahagonově hnědou barvu. Plastron mají tmavě hnědý až černý se žlutým lemem. Na hlavě jsou výrazné velké kulaté oči a mohutný, jako u dravce zahnutý zobák. Samice mají na hlavě a krku žlutý pruh, samcům kresba chybí, mají delší a silnější ocas. Tyto želvy dobře šplhají. Na končetinách mají ostré drápky. Na předních nohách mají řada velkých šupin. Kůže i šupiny jsou červeně tečkované. Je želvou suchozemskou, vodu má ale ráda, vlhko je pro ni nezbytně důležité.

## Potrava
Jsou to dravci aktivní přes den. Jsou tedy masožravci. Živí se různými hmyzem, druhy hlemýžďů, žížalami, myšmi a jinými drobnými obratlovci. V zajetí mohou jíst i hovězí maso, potravu přijímají nejraději živou. Rostlinnou potravu odmítají.

## Reprodukce
Pohlavní dospělosti dosahují asi v pěti letech. Inkubace trvá asi 74–110 dní. Kladou většinou 1-2, zřídka 3 vejce asi 5 cm velká. Pancíř mláďat je velmi měkký, nahoře má výrazný středový kýl. V zajetí je její odchov problematický neboť zárodky umírají dřív, než se jim podaří dostat se ze skořápky.

## Výskyt
Přirozeně se vyskytuje v Číně, severním Vietnamu, Sumatře a Borneu. Ve volné přírodě obývají vlhké chladné lesy s průměrnými teplotami v rozmezí 18–23 °C. Žijí ve spadaném listí. Žije skrytě, splynutí s okolním prostředím pro ni není problémem díky zbarvení. Vyskytuje se v nadmořské výšce až do 1200 m n. m.

## Chov v zoo
Jedná se o velmi vzácně chovaný druh. V celé Evropě byl v listopadu 2018 k vidění jen ve 13 zoo, z toho v pěti v Německu. Dále jde o tři britské zoo, jednu dánskou, rakouskou, švýcarskou a dvě české – Zoo Praha a AkvaTera při Zoo Plzeň. Stejná situace platila i na konci roku 2019.

### Chov v Zoo Praha
První zvířata tohoto druhu přišla do Zoo Praha v 60. letech 20. století. Současná etapa započala v roce 2014. Tehdy se do zoo dostali jedinci zabavení Českou inspekcí životního prostředí. Stejného roku se také podařil český zoo prvoodchov. Ke konci roku 2017 bylo chováno 24 jedinců, z toho čtyři toho roku odchovaná mláďata. Celkově se do té doby podařilo odchovat 18 mláďat. V roce 2018 bylo odchováno jedno mládě. Ke konci roku 2018 bylo chováno 25 jedinců. Mláďata se vylíhla také v srpnu a září 2019. V závěru roku pak bylo v Zoo Praha chováno 26 jedinců. Další dvě mláďata přišla na svět v srpnu 2020.